# Funeral Suits
Funeral Suits fue un grupo de indie rock irlandés formado por Brian James, Mik McKeogh, Greg McCarthy y Dar Grant. Según Brian James, vocalista y líder del grupo, Funeral Suits han querido combinar la electrónica con el rock melódico, como muchos otros artistas que les han influenciado, como Franz Ferdinand, Passion Pit o The Maccabees, entre otros.
El 1 de junio de 2012 salió a la venta Lily of the Valley, el álbum debut de la banda. Lily of the Valley recibió muy buenas críticas, especialmente su canción «All Those Friendly People», la cual fue catalogada como obra maestra por el productor británico Stephen Street.

## Discografía

### Álbumes
- 2012: Lily of the Valley
- 2016: Islands Apart

### EP
- 2009: Eye Spy
- 2012: Colour Fade (Remixes)
- 2016: Tree of Life

### Sencillos
- 2010: «Black Lemonade»
- 2011: «Color Fade»
- 2011: «Health»
- 2012: «All Those Friendly People»
- 2012: «Hands Down»
- 2016: «Tree of Life»
- 2016: «The Way Back»